# 珠恩扎拉庙
珠恩扎拉庙，赐名“广施寺”，位于内蒙古自治区锡林郭勒盟苏尼特左旗，是一座藏传佛教格鲁派寺院。

## 简介
珠恩扎拉庙位于巴彦乌拉苏木境内。大喇嘛阿格旺扎木苏，于1807年兴建该庙，并上报皇帝，获皇帝赐匾为“广施寺”，准19名度牒。该庙有中央大殿、麦达尔大殿、达日额和大殿、岗顺大殿、岗贡大殿、张吉雅葛根舍院，此外还有丹珠尔、查嘛、艾莫格、麦达尔、达日额和、明图布、桑岱、雅尔奈等8个寺堂，并且有60多个舍院。该庙有《丹珠尔》225卷。该庙每年阴历二、三、四、五、六、七、九、十二月举办念经朝会，并在七月举办查嘛跳大神活动，由32人参加。该庙于1958年被毁。